# 烈火戰車 (1981年電影)
《烈火戰車》（英語：Chariots of Fire）是一部1981年出品的英國電影，当年奥斯卡最佳影片，由休·哈德森导演，本·克羅斯、伊安·查理遜等擔任演出。
電影改編自真人真事，以兩名1924年巴黎奧運會的運動員哈罗德·亚伯拉罕斯及埃里克·利德爾之經歷為藍本，描述他們在1910年代末至1920年代初期間，怎樣通過努力成為英格蘭及蘇格蘭的奧運田徑選手，最後分別贏得100米及400米短跑金牌的故事。
因为哈罗德·亚伯拉罕斯是猶太人，而埃里克·利德爾則是虔誠的基督徒，電影中不乏宗教元素，甚至片名也是取自英國讚歌《耶路撒冷》的其中一句「Bring me the chariots of fire」（詞彙的原出處則可見聖經列王紀下2：11及6：17）。
希臘配樂家范吉利斯為電影创作同名配樂。2012年倫敦奧運會開幕式曾演奏此樂曲，並由《憨豆先生》的男主角羅溫·艾金森搞笑演出，重現片中跑者在蘇格蘭圣安德鲁斯海灘練跑的場景。

## 演員
- 本·克羅斯 飾 哈罗德·亚伯拉罕斯，剑桥大学的犹太学生
- 伊安·查理遜（英语：Ian Charleson） 飾 埃里克·利德爾，苏格兰传教士的儿子
- 尼格尔·哈维斯 飾 Lord Andrew Lindsay，劍橋學生兼賽跑選手，以戴维·伯利及道格拉斯·洛為藍本
- 尼古拉斯·法瑞尔（英语：Nicholas Farrell） Nicholas Farrell 飾 Aubrey Montague，剑桥学生兼赛跑选手，亞伯拉罕斯的朋友，以埃弗兰·蒙塔古（英语：Evelyn Montague）为蓝本
- 伊恩·霍姆 飾 Sam Mussabini，英國最好的賽跑教練
- 约翰·吉尔古德 飾 劍橋大學三一学院的Master
- 林赛·安德森 飾 劍橋大學凱斯學院的Master
- 彻丽尔·坎贝尔 飾 Jennie Liddell，利德尔虔誠的姊妹 (Janet Lillian "Jenny" Liddell)
- 艾丽丝·克里奇 飾 Sybil Gordon，亞伯拉罕斯的未婚妻 (他真正的未婚妻名為Sybil Evers)
- Struan Rodger 飾 Sandy McGrath，利德爾的朋友兼跑步教練
- Nigel Davenport 飾 F. E. Smith，1st Earl of Birkenhead，輔導運動員的英國奧林匹克委員會委員
- Patrick Magee 飾 Gerald Cadogan，6th Earl Cadogan，英國奧林匹克委員會主席，並不同情利德爾宗教上的困境
- David Yelland 飾 威爾斯親王，曾嘗試令利德爾對在星期日跑步改變主意
- Peter Egan 飾 the George Sutherland-Leveson-Gower，5th Duke of Sutherland，英國奧林匹克委員會會長，很同情利德爾
- Daniel Gerroll 飾 亨利·斯托拉德，劍橋學生兼賽跑選手
- Brad Davis 飾 Jackson Scholz，美國奧運賽跑選手
- Dennis Christopher 飾 查尔斯·帕多克，美國奧運賽跑選手
- Richard Griffiths 饰 Mr. Rogers，剑桥大学凯斯学院的Head Porter

## 奖项

### 1981奥斯卡奖
獲獎
- 最佳影片- David Puttnam（英语：David Puttnam） (制片人)
- 最佳原创剧本- Colin Welland（英语：Colin Welland）
- 最佳原创音乐- 范吉利斯
- 最佳服装设计- 米莱娜·坎农诺

提名
- 最佳导演提名- 休·哈德森
- 最佳男配角提名- 伊恩·霍尔姆
- 最佳剪辑提名- Terry Rawlings（英语：Terry Rawlings）

### 1981戛纳电影节
- 最佳男配角 - 伊恩·霍尔姆
- Prize of the Ecumenical Jury - Special Mention - 休·哈德森

### 1981年英国电影学院奖
- 最佳影片

### 排名
- BFI百大英国电影（英语：BFI Top 100 British films） (1999) - 第19名
- 告示牌熱門100單曲榜 (1982年5月8日) - 范吉利斯, 《烈火战车》主題曲
- AFI百年百大勵志電影 (2006) - 第100名

## 外部連結
- 互联网电影数据库（IMDb）上《烈火戰車》的资料（英文）
- AllMovie上《烈火戰車》的资料（英文）
- 爛番茄上《烈火戰車》的資料（英文）
- 豆瓣电影上《烈火戰車》的資料 （简体中文）

| 獎項                  | 獎項                        | 獎項          |
| --------------------- | --------------------------- | ------------- |
| 前任者： 《凡夫俗子》 | 奧斯卡最佳電影獎 1981       | 繼任者： 《》 |
| 前任者： 《黛絲姑娘》 | 金球獎最佳外语片 1981       | 繼任者： 《》 |
| 前任者： 《象人》     | 英國电影學院獎最佳影片 1982 | 繼任者： 《》 |